# Yvonne Brewster

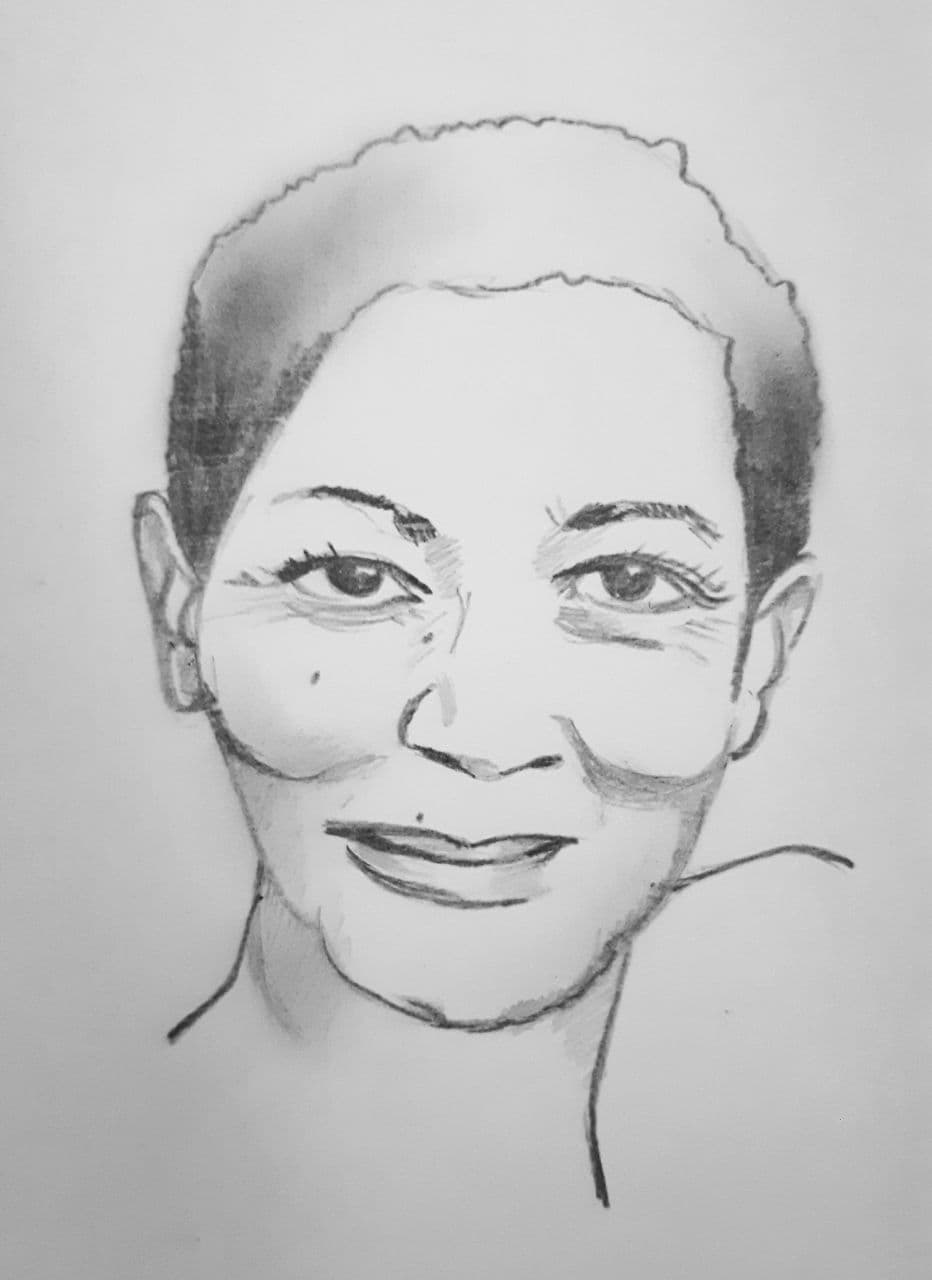
Porträt von Yvonne Brewster

Yvonne Brewster (* 7. Oktober 1938 in Kingston (Jamaika)) ist eine jamaikanische Schauspielerin, Theaterregisseurin und Theaterleiterin.

## Leben
Die Tochter eines Grundbesitzers erhielt ihre Schauspielausbildung 1956 bis 1959 in Großbritannien am Rose Bruford College in Sidcup, dessen erste weibliche schwarze Studentin sie war, und an der Royal Academy of Music. 1960 kehrte sie nach Jamaika zurück und verdiente dort ihren Lebensunterhalt als Lehrerin sowie mit Radio-, Film- und Fernseharbeit. 1960 gründete sie zusammen mit dem Autor Trevor Rhone das Barn Theatre als erstes professionelles Theater Jamaikas. Seit 1971 war sie vor allem in Großbritannien als Schauspielerin und Regisseurin tätig. 1985 gründete Brewster mit Mona Hammond, Carmen Monroe und Inigo Espejel die Talawa Theatre Company, die sie bis 2003 leitete.
Mit dieser Gruppe inszenierte sie Klassiker unter anderem von William Shakespeare, vor allem aber Stücke von Dramatikern aus dem karibischen Raum, Afrikas und von Afroamerikanern, zum Beispiel von Derek Walcott, Ola Rotimi und Wole Soyinka. Wiederholt war sie als Regisseurin in den USA und auf Jamaika tätig, wo sie als künstlerische Leiterin des Musikrevueprojekts in Falmouth wirkte. Auch wenn sie Klassiker inszenierte, nutzte sie Elemente der Volkskultur Jamaikas.

## Werke
Brewster gab das dreibändige Werk Black Plays heraus (London 1987 – 1995) und schrieb eine Autobiografie namens The Undertaker’s Daughter. The Colourful Life of a Theatre Director (London 2004).

## Auszeichnungen
- Order of the British Empire
- Woman of Achievement Award
- Living Legend Award
- Ehrendoktorin der Open University (2001)